# Папский университет Иоанна Павла II

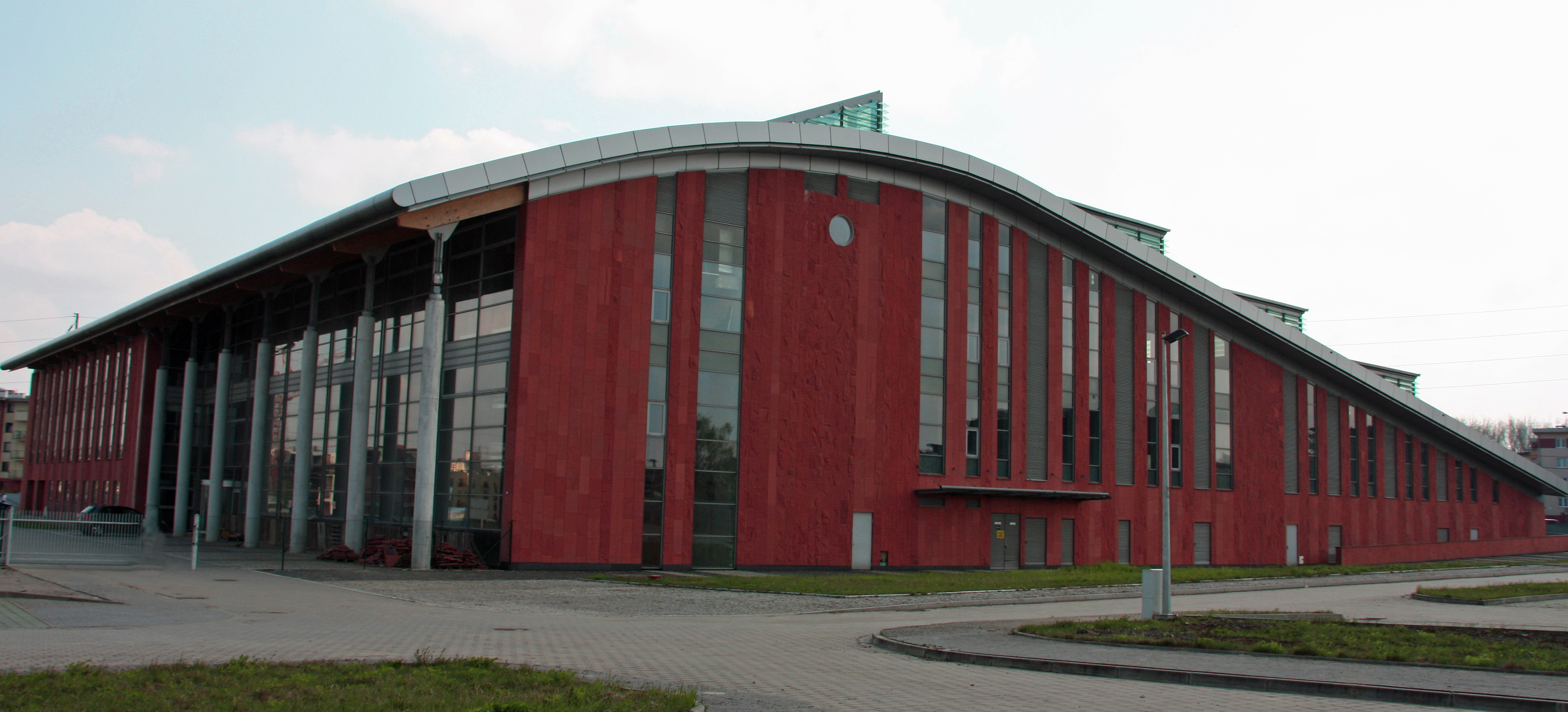
Главная библиотека в районе Ручай

Папский университет Иоанна Павла II (пол. Uniwersytet Papieski Jana Pawła II w Krakowie, UPJPII) — католический церковный университет со штаб-квартирой в Кракове, финансируемый на условиях государственного университета.
Университет был основан в 1981 году как Папская академия богословия в Кракове, продолжая традиции факультета теологии Ягеллонского университета, закрытого в 1954 году властями Польской Народной Республики. В 2009 году он был преобразован в Папский университет Иоанна Павла II в Кракове.
Университет ведёт исследовательскую и преподавательскую деятельность на пяти факультетах в Кракове и одном в Тарнуве. В 2019/2020 учебном году в нём обучено 2570 человек (в том числе 391 докторант), занято около 450 сотрудников, в том числе 285 научно-педагогических работников, в том числе 50 профессоров. Университет имеет право присуждать учёную степень доктора по трём направлениям и пяти дисциплинам и учёную степень хабилитированного доктора по двум направлениям и трём дисциплинам. В 2018 году факультет философии и факультет теологии получили научную категорию А, остальные факультеты получили категорию В.
В Главной библиотеке Университета имеется около 580 тысяч экземпляров монографий, журналов, старых гравюр и специальных сборников.
Лекции для мирян и монахинь обычно проходят в здании по адресу ул. Францисканская 1, а с 2013 года также на ул. Bernardyńska 3, где ранее размещались Высшая духовная семинария Ченстоховской архиепископии и Высшая духовная семинария Сосновецкой епархии. Во флигеле здания по ул. Францисканская 1, находится часовня св. Иоанна Павла II.

## История
Университет был основан как Папская академия теологии в Кракове 8 декабря 1981 года на основании motu proprio Beata Hedvigis, изданного Папой Иоанном Павлом II. Первоначально в состав входили следующие факультеты: Философский, Церковно-исторический и Богословский. Первым ректором университета был о. Мариан Яворский.
В 1999 году сенат Папской академии теологии преобразовал Теологический институт в Тарнуве в Заочный факультет теологии Польской академии наук. Конгрегация католического образования сочла это решение преждевременным и процедурно неправильным. Кроме того, Министерство науки не предоставило Тарновскому подразделению право присуждать степень доктора богословских наук. По этой причине был составлен новый устав факультета, а в декабре 2003 года сенат университета принял очередное постановление о преобразовании. В конце концов, 14 мая 2004 года было создано отделение теологического факультета в Тарнуве.
В 2008 году был создан Факультет социальных наук, научный коллектив которого в основном состоял из бывших сотрудников Факультета теологии. Также в 2008 году кафедра церковной истории была преобразована в кафедру истории и культурного наследия. В том же году структура этого факультета была реформирована с созданием Института истории, истории искусства и культуры и Межвузовского института церковной музыки. В 2009 году на факультете социальных наук были созданы Институт семейных наук и Институт журналистики и социальных коммуникаций.
Указом Конгрегации католического образования от 19 июня 2009 года Папская академия теологии была преобразована в Папский университет Иоанна Павла II в Кракове. В январе 2011 года для читателей открылось новое здание университетской библиотеки, построенное в 2000-2010 годах (строительные работы велись уже не с такой интенсивностью). Бесплатный доступ к коллекции стал возможен в октябре 2011 года. В 2013 году Комитет по оценке научных подразделений присвоил факультету философии и факультету теологии (отделение в Тарнуве) категорию А. Другие факультеты университета получили категорию В. В 2014 году был создан факультет канонического права.
В пятницу, 12 апреля 2019 года, в Доме Архиепископов Кракова на ул. Францисканская 3, было подписано письмо о намерениях по созданию резиденции Папского университета Иоанна Павла II в Кракове в Центре Иоанна Павла II «Не бойся», который будет расширяться. Документ подписали: митрополит Краковский и одновременно великий канцлер UPJPII, архиепископ Марк Ендрашевский, ректор Папского университета, о. проф. доктор хаб. Войцех Зизак и президент Центра Иоанна Павла II «Не бойся» о. магистр Матеуш Хосая. 25 июня университет и гмина Вадовице заключили соглашение о партнёрском сотрудничестве в области преподавания и научных исследований, в том числе посредством организации открытых лекций, проводимых сотрудниками UPJPII, связанных с фигурой святого Иоанна Павла II, развитием концепции создания филиала университета в городе Вадовице, обмена информацией, наблюдениями и опытом и взаимного продвижения сторон.

## Разрешение на присуждение учёных степеней

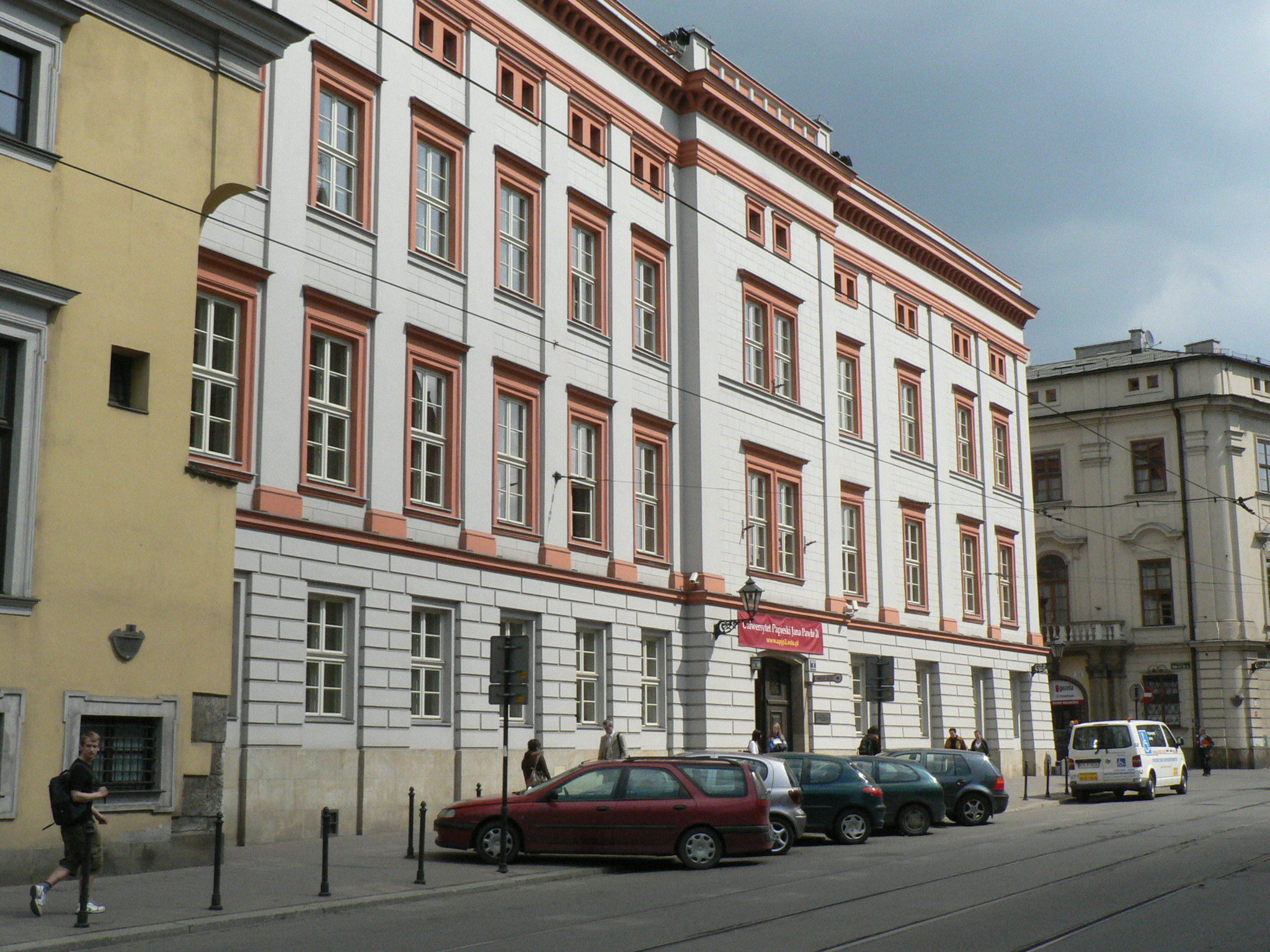
Учебный корпус по ул. Францисканской 1

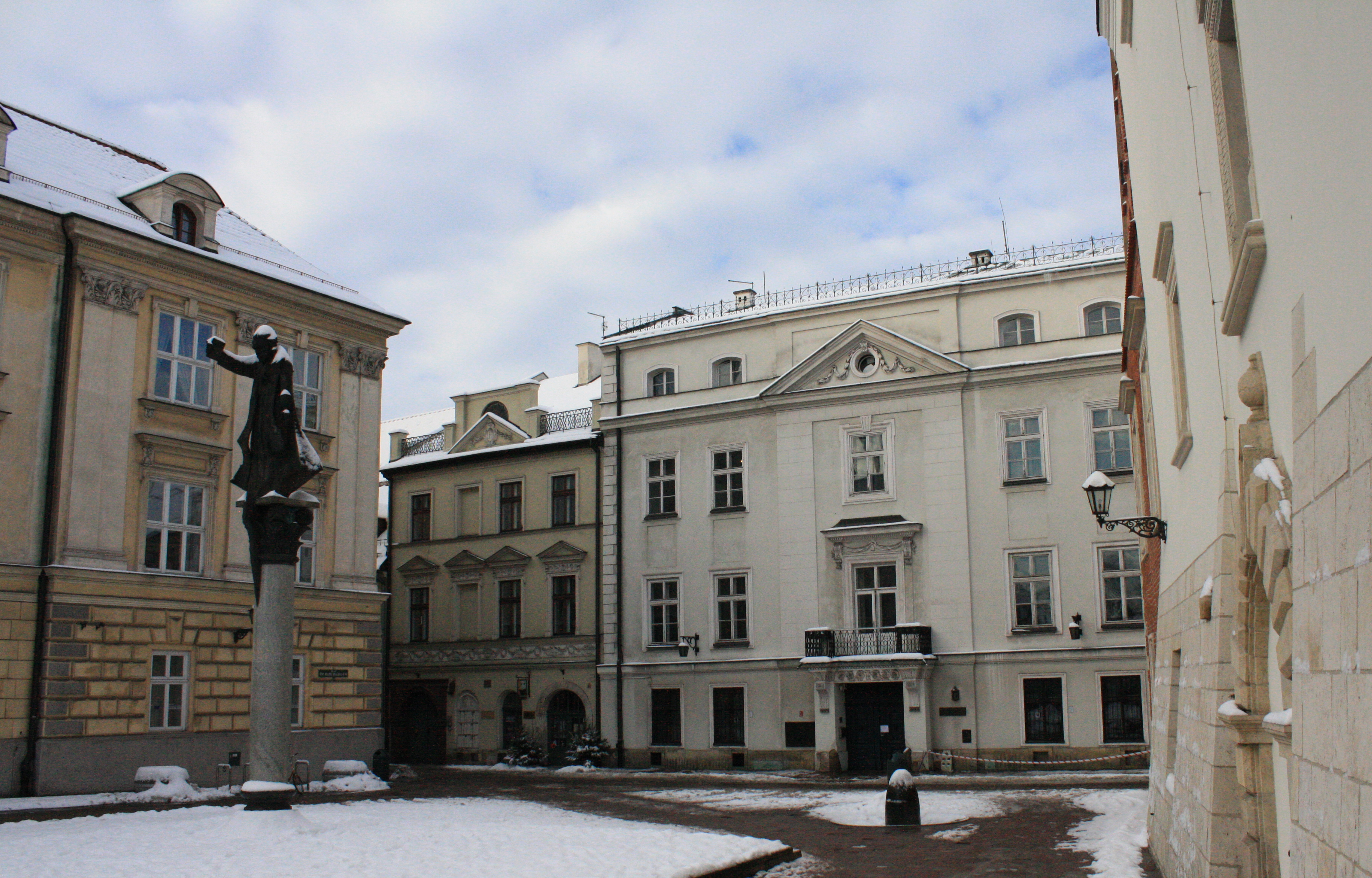
Учебный корпус по ул. Каноничной 9

Папский университет Иоанна Павла II уполномочен присуждать учёные степени:
- доктор гуманитарных наук по следующим дисциплинам:
  - философия
  - история
- доктор социальных наук по дисциплинам:
  - социальные коммуникации и медиа-исследования
  - социологические науки
- доктор богословских наук по дисциплине богословских наук
- хабилитированный доктор гуманитарных наук по следующим дисциплинам:
  - философия
  - история
- хабилитированный доктор богословских наук по дисциплине богословских наук

## Ректоры

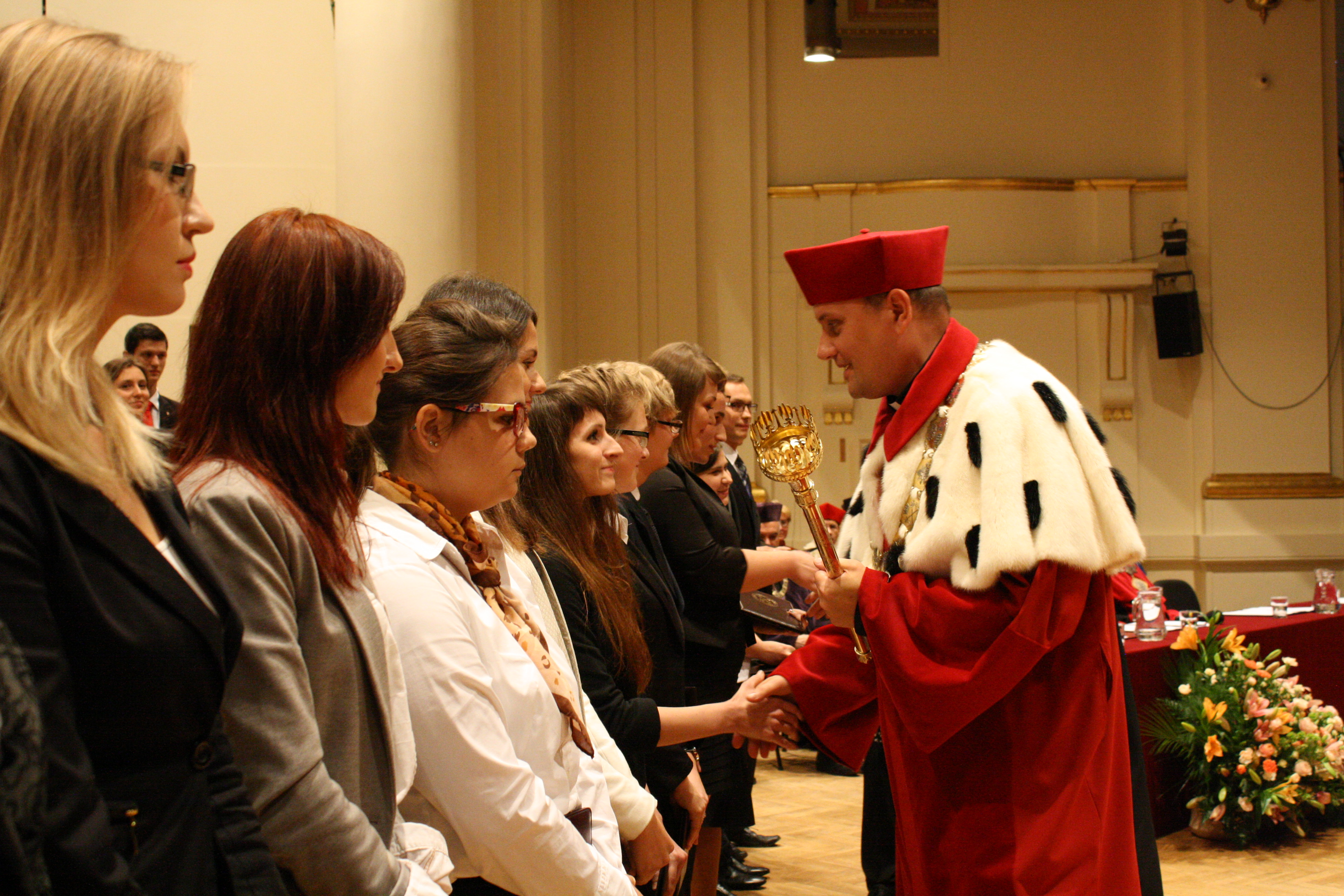
Открытие учебного года 2014/2015. Справа о. проф. доктор хаб. Войцех Зизак

Папская академия богословия в Кракове
- 1981–1987: Мариан Яворский
- 1987–1992: Вацлав Сьвежавский[укр.]
- 1992–1998: Адам Кубиш[пол.]
- 1998–2004: Тадеуш Пьеронек[пол.]
- 2004–2009: Ян Мацей Дыдух[пол.]

Папский университет Иоанна Павла II в Кракове
- 2009–2010: Ян Мацей Дыдух[пол.]
- 2010–2014: Владислав Зузяк[пол.]
- 2014–2020: Войцех Зизак[пол.]
- 2020–2024: Роберт Тырала[пол.]